# Madagasoeuopsis luteicornis
Madagasoeuopsis luteicornis là một loài bọ cánh cứng trong họ Attelabidae. Loài này được Hustache miêu tả khoa học năm 1922.